# روتخر اشمیت
روتخر اشمیت (هلندی: Rutger Smith؛ زادهٔ ۹ ژوئیهٔ ۱۹۸۱) پرتابگر دیسک، وزنه و چکش اهل هلند بود.